# Чаткальский подкаменщик
Чаткальский подкаменщик (лат. Cottus gobio jaxartensis) — подвид обыкновенного подкаменщика, иногда рассматривается как самостоятельный вид. Пресноводная лучепёрая рыба из семейства рогатковых. По настоящее время остаются наименее изученной группой рыб, так как не имеют промыслового интереса, имеют небольшой размер и обитают в предгорных и горных водоёмах.

## Описание
Тело веретенообразное. Голова большая и слегка сплюснутая. Шипы и гребни не развиты. Жаберные перепонки срастаются с межжаберным промежутком без образования складки. Окраска изменчива. Тело покрыто поперечными бурыми полосами. Брюшные плавники обычно доходят до анального отверстия, редко заходят за него. Боковая линия достигает основания хвостового плавника. В отличие от туркестанского подкаменщика, чаткальский подкаменщик характеризуется слабо развитыми шипиками. По наличию трубочки над второй ноздрей сходен с американскими видами Cottus aleuticus и Cottus chamderlani. Чаткальский подкаменщик происходит, вероятно, от предка современного Cottus sibiriciim и проник в Среднюю Азию раньше, чем Cottus spinulosus.

## Распространение
Обитают в бассейнах рек Чирчик и Арыс, правых нижних притоков реки Сырдарьи. В Казахстане отмечен в реках Бадам, Кетлемашад и Кочкар-Ата недалеко от Чимкента. По мнению Никольского Г. В. подкаменщики могли проникнуть в бассейн реки Сырдарья ещё в ледниковый период.

## Образ жизни
Чаткальский подкаменщик предпочитает ограниченные местообитания с чистой ключевой водой и верховья рек, что обусловливает его низкую численность. Желудок занимает большую часть полости тела. Основу рациона составляют личинки мошек и поденок, личинки ручейников, бокоплавы, имаго мелких насекомых.

## Размножение
Гонады имеют клиновидную форму, на их верхней поверхности имеются множество черных пятнышек. В между нерестовыми периодами гаметогенез в половых железах вероятно прерывается. Размножение происходит, вероятно, весной.